# Crkva sv. Stjepana u Brelima
 Crkva sv. Stjepana, rimokatolička crkva, i lapidarij s grobnim pločama u Brelima, zaštićeno kulturno dobro.

## Opis dobra
Crkva sv. Stjepana Prvomučenika sagrađena je u razdoblju od 1887. – 1897. godine, na mjestu skromnije građevine s početka 18. stoljeća. Crkva je na ovom lokalitetu postojala još 1626. godine za vrijeme turske okupacije. Današnja građevina sagrađena je s odlikama neoromanike i ima tlocrtne dimenzije 11 / 30,50 metara. Jednobrodna građevina građena je priklesanim kamenom u horizontalnim redovima, s kvadratičnom apsidom i poligonalnom sakristijom na istoku. Godine 1897. završen je glavni oltar iz carrarskog mramora, rad Josipa Bariškovića. Uz sjeverni i južni zid postavljeni su bočni oltari, od kojih su neki preneseni iz stare crkve. Južno od crkve izgrađeno je suvremeno groblje, koje nije predmet registracije. Groblje je 1996. godine prošireno prema istoku, kada su obavljena arheološka istraživanja na srednjovjekovnom groblju zatečenom na toj lokaciji. Sačuvano je devet grobnih ploča koje su datirane u 15. stoljeće, od kojih je šest ploča reljefno ukrašeno motivom mača i štita. Zapadno od zapadnog ogradnog zida groblja prezentirane su grobne ploče kao lapidarij. Crkva sv. Stjepana najznačajniji je primjer neostilske arhitekture na Makarskom primorju, a arheološki lokalitet grobnih stećaka svjedoči o kontinuitetu sakralne i grobišne namjene od srednjeg vijeka do danas.

## Zaštita
Pod oznakom Z-7062 zavedena je kao nepokretno kulturno dobro - pojedinačno, pravna statusa zaštićena kulturnog dobra, klasificirano kao "sakralna graditeljska baština".